# Madison Ivy
Madison Ivy, pseudonimo di Clorisa Briggs (Monaco di Baviera, 14 giugno 1989), è un'attrice pornografica statunitense con cittadinanza tedesca.

## Biografia
Madison Ivy è nata a Monaco di Baviera, in Germania, ma dopo poco tempo dalla nascita si è trasferita con la sua famiglia in Texas, dove è cresciuta. In seguito si è spostata a Sacramento, in California, dove ha lavorato per la catena di fast food "In-N-Out Burger" e anche come meccanico in un locale di bowling.
È dotata di una notevole flessibilità, e lavora anche come istruttrice di yoga e come personal trainer.
Il colore naturale dei suoi capelli è castano, ma lo ha cambiato nel corso della carriera: ha esordito con i capelli tinti di biondo, poi nel 2009 si è tinta di nero, nel 2010 è tornata bionda, nel 2011 è tornata con i capelli del suo colore naturale e nel 2014 si è tinta i capelli di rosso.
Lavorando come ballerina in alcuni strip club ha conosciuto Aurora Snow, tramite la quale Madison è entrata in contatto con l'industria dell'intrattenimento pornografico nel 2008, quando aveva circa 19 anni. Ha girato scene per i più importanti produttori pornografici, come Hustler, Naughty America, Brazzers, Elegant Angel e Bang Bros.
Nel dicembre 2009 si è sottoposta a un'operazione chirurgica di mastoplastica additiva del seno, passando da una coppa B a una D mediante l'impianto di protesi saline da 550 cc.
Il 26 gennaio 2015 annuncia tramite il suo profilo Instagram di essere rimasta coinvolta in un grave incidente stradale, che le ha comportato la rottura della spina dorsale e la lacerazione dello stomaco.

## Riconoscimenti
- 2009 – Nomination AVN Awards: Best All-Girl Group Sex Scene per Not Bewitched XXX[4]
- 2010 – Nomination AVN Awards: Best All-Girl Group Sex Scene per Party of Feet[5]
- 2012 – Nomination AVN Awards: Best Tease Performance per The Bombshells[6]
- 2013 – Nomination AVN Awards: Best POV Sex Scene per P.O.V. 40[7]
- 2014 – Vincitrice XBIZ Awards: Best Scene - Couples-Themed Release per Hotel No Tell con Mick Blue[8]